# Милић Ракић
Милић Ракић Мирко (Ваљево, 2. фебруар 1912 – Велики Јастребац, 18. фебруар 1943) био је учесник Народноослободилачке борбе и народни херој Југославије.

## Биографија
Рођен је 8. фебруара 1912. у Ваљеву. После завршене основне школе, отишао је из Ваљева у Београд, где је учио графички занат. Године 1928, како шеснаестогодишњи шегрт, добио је прва сазнања о радничком покрету. У чланство Савеза графичких радника Југославије био је примљен 31. августа 1931. године. У синдикату је дошао у додир са револуционарним идејама и политиком Комунистичке партије Југославије (КПЈ).
Милић је имао велики утицај на младе раднике графичаре у Београду и био је један од организатора штрајка грађевинских радника, 1936. године. Након овог штрајка био је ухапшен и осуђен на краћу временски казну затвора, а потом протеран у родно место. Након извесног времена, поново се вратио у Београд, где је поново учествовао у штрајку аеронаутичких радника. Године 1938. примљен је у чланство Комунистичке партије Југославије. Био је учесник познатих радничких демонстрација 14. децембра 1939. када је у сукобу с полицијом био рањен.
Био је добар говорник и пропагатор комунистичких идеја, па је често говорио на скуповима радника и омладине, а најчешће на штрајковима и демонстрацијама. У току демонстрација 27. марта 1941. био је говорник на скуповима код Вуковог споменика и код Мањежа.
Након окупације Југославије, 1941. радио је на организовању Народноослободилачког покрета (НОП) у Београду. Радио је на организовању ударних борбених група и учествовао је у њиховим акцијама. Поред бројних акција, учествовао је 29. јула 1941. у једној од највећих акција НОП у окупираном Београду — спасавању Александра Ранковића из затворске болнице у Видинској улици. У овој акцији је био рањен, па је након тога извесно време био на лечењу у једном илегалном стану.
Због немогућности даљег опстанка у окупираном Београду, на његов лични захтев, Покрајински комитет КПЈ за Србију му је дозволио да оде у партизане и упутио га у Топлицу. Са групом другова на путу ка Топличком партизанском одреду, 12. октобра 1941. заробљен је од стране четника Косте Пећанца. После извесног времена проведеног у заробљеништву, били су ослобођени акцијом Топличког одреда.
Убрзо након ступања у партизане, предводио је групу партизана у диверзантској акцији у којој је заробљен аутомобил Специјалне полиције, који је из Ниша дошао у Прокупље по затворене таоце. У овој акцији заплењен је аутомобил, заробљено је неколико полицијских агената и ослобођена група заробљених талаца. Заједно са борцима Јастребачког партизанског одреда, учествовао је у борби против бугарских војника, успео је да зароби њихову комору и на тај начин онемогући даљу борбену акцију против Јастребачког одреда. Учествовао је и у партизанским нападима на Блаце и Куршумлију.
Јула 1942. постављен је за политичког комесара Јастребачког одреда. Било је то у време најтеже кризе Народноослободилачког покрета у јужној Србији. Његов Одред је тада преживео тешку кризу, али је успео да се одржи у критичним данима. Погинуо је 18. фебруара 1943. у борбама са немачким јединицама на Великој Ђулици, највишем врху Јастребца. Његова погибија опевана је у партизанској песми која се током Народноослободилачког рата певала у јужној Србији, а највише Топлици.
Указом Председништва АВНОЈ-а постхумно је 6. јула 1945. одликован Орденом заслуга за народ првог реда. Указом Президијума Народне скупштине ФНР Југославије 20. децембра 1951. проглашен је за народног хероја.